# Koreaner
Koreaner är en östasiatisk folkgrupp som främst bebor den Koreanska halvön, och som har koreanska som modersmål. Koreaner är en relativt homogen etnisk och språklig grupp.
Koreas historia är flera tusen år gammal och räknas traditionellt tillbaka till 2000-talet f.Kr. De första koreanska statsbildningarna uppstod först på 300-talet f.Kr. och de stod länge under stark kinesisk påverkan.
Som en konsekvens av Koreas koloniala förflutna och de politiska problem som följde efter självständigheten, så finns det stora koreanska folkgrupper runt om i världen. Japans koreanska minoritet är en följd av att Korea var en japansk koloni mellan 1910 och 1945. Den största gruppen koreaner utanför Korea finns i nordöstra Kina, där de är en av de 56 officiellt erkända etniska minoriteterna. Koreakriget bidrog också till stor utvandring av koreaner till USA.
Utöver ovan nämnda koreaner, finns det mellan 170.000 och 200.000 adopterade personer med koreanskt etniskt ursprung som bor i ett 15-tal länder. I Sydkorea räknas dessa som utlandskoreaner. I Sverige finns sedan 1986 organisationen Adopterade Koreaners Förening, som grundats på initiativ av den sydkoreanska ambassaden.